# Заплотье
Заплотье — деревня в Заклинском сельском поселении Лужского района Ленинградской области.

## История
Впервые упоминается в писцовой книге Водской пятины 1500 года, как деревня Заплотье, в Дмитриевском Городенском погосте Новгородского уезда.
В XVIII веке сельцом Заплотье владел генерал-майор Семён Степанович Неелов (1714—1781).
Как деревня Заплетье и при ней усадьба помещицы Мольгиной она упоминается на карте Санкт-Петербургской губернии Ф. Ф. Шуберта 1834 года.
Как деревня Заплатье она отмечена на карте профессора С. С. Куторги 1852 года.

ЗАПЛОТЬЕ — мыза господина Саблина, по просёлочной дороге (1856 год)

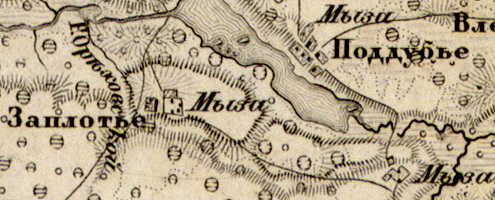
Деревня Заплотье на карте 1863 года

Согласно карте из «Исторического атласа Санкт-Петербургской Губернии» 1863 года в деревне Заплотье находилась мыза, через деревню протекал Ореховский ручей.
Согласно материалам по статистике народного хозяйства Лужского уезда 1891 года, мыза Заплотье площадью 505 десятин принадлежала купцу А. Е. Элухену, мыза была приобретена в 1886 году за 21 500 рублей.
В XIX — начале XX века деревня административно относилась к Перечицкой волости 1-го земского участка 1-го стана Лужского уезда Санкт-Петербургской губернии.
По данным «Памятной книжки Санкт-Петербургской губернии» за 1905 год в Поддубское сельское общество входил посёлок Заплотье, 505 десятин земли в Заплотье принадлежали наследникам купца Элухина.
По данным 1933 года в состав Бетковского сельсовета Лужского района входил хутор Заплотье.
По данным 1966 года деревня Заплотье также входила в состав Бетковского сельсовета
По данным 1973 и 1990 годов года деревня Заплотье входила в состав Каменского сельсовета.
По данным 1997 года в деревне Заплотье Каменской волости проживали 27 человек, в 2002 году — 34 человека (русские — 86 %).
В 2007 году в деревне Заплотье Заклинского СП проживали 16 человек.

## География
Деревня расположена в восточной части района на автодороге 41А-004 (Павлово — Мга — Луга).
Расстояние до административного центра поселения — 25 км.
Расстояние до ближайшей железнодорожной станции Оредеж — 14 км.
Деревня находится на западном берегу Поддубского озера.

## Демография
| 1997 | 2007 | 2010 | 2017 |
| ---- | ---- | ---- | ---- |
| 27   | ↘16  | ↗32  | ↘12  |

## Достопримечательности
На кладбище деревни Заплотье похоронен генерал-майор Дмитрий Васильевич Лялин (1772—1847), герой Отечественной войны 1812 года.

## Фото

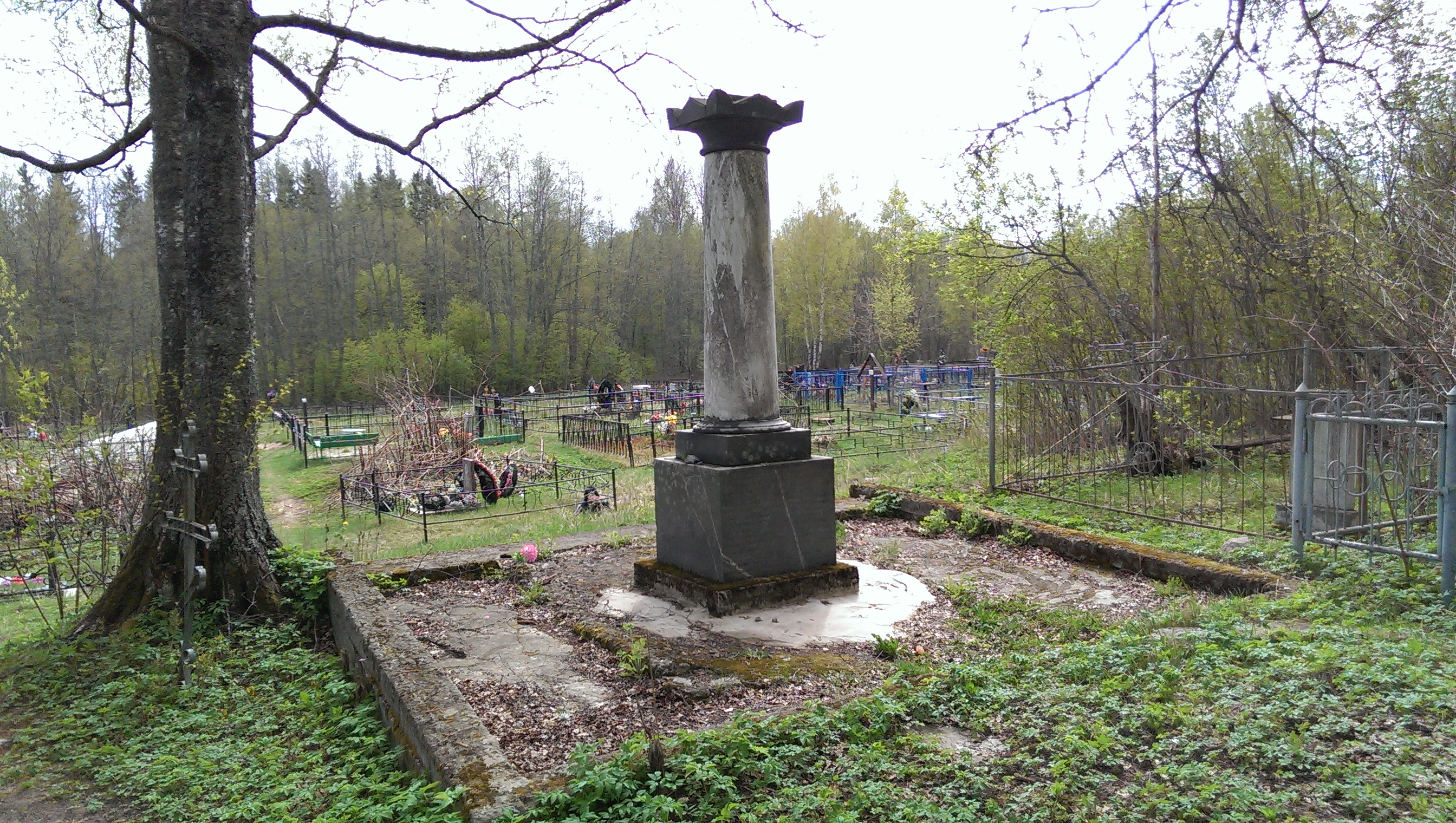
Могила Д. В. Лялина. 2014 год

## Улицы
Крутая, Новосёлов, Парковая, Садоводов, Центральная.

## Садоводства
Абразивщик, Автомобилист, Белкозин, Магистраль, Строитель.